# 特拉克斯顿
特拉克斯顿（英語：Truxton）是美国纽约州科特兰县的一个镇，地处科特兰县东北部，同时位于科特兰市东北。2010年美国人口普查时，该镇有1133人。特拉克斯顿镇于1808年从奥农多加县的费边镇分出，其名称来源于美国独立战争时期的海军将领托马斯·特拉克斯顿。